# Apechthis cubensis
Apechthis cubensis là một loài tò vò trong họ Ichneumonidae.